# Taperigna diogmitiformis
Taperigna diogmitiformis là một loài ruồi trong họ Asilidae. Taperigna diogmitiformis được Artigas & Papavero miêu tả năm 1991. Loài này phân bố ở vùng Tân nhiệt đới.